# Aina Maria Boutroux Enne
Aina Maria Boutroux Enne (París, 29 d'agost de 1895 - Valldemossa, 4 d'octubre de 1986) fou una promotora i protectora de les arts, també coneguda com a Madame Ferrà, Aina Boutroux de Ferrà. Era una burgesa que visqué un temps a la Cartoixa de Valldemossa.

## Biografia
Nascuda a París l‘any 1895 i a una família de burgesos. Els seus pares, Jacques-Marie Boutroux i Marie-Anne Caumartin, es van separar a causa d'unes crisis nervioses que patia la seva mare i que feien que la vida en família fos un infern. El 1899, quan tenia 4 anys, es va traslladar amb el seu pare a Mallorca on van residir a Son Llull. Va estudiar piano des de ben joveneta i assistí a l'escola de la Vileta.
A l'adolescència, va viatjar per Itàlia i França, el seu país de procedència, la cultura del qual va rebre des de petita, ja que el seu pare va procurar que fos així. Ja en aquesta època de la seva vida reflectia la passió per l'art, la música i la botànica.
A causa de la mort del seu pare, a l'edat de 20 anys va haver de tornar a París per viure amb la seva mare. Dos anys més tard, es va casar a Girona amb Bartomeu Ferrà, intel·lectual de l'època molt vinculat al món de l'art. Es van traslladar a Mallorca on van viure a una cel·la de la Cartoixa de Valldemossa. Un anys després del seu matrimoni, va néixer la seva filla Margalida.
Durant aquests anys a la Cartoixa, es van establir moltes relacions entre personatges intel·lectuals importants de la cultura. Aina Maria és quan coneix a Aurore Sand. Gràcies a la seva col·laboració, Aina Maria crea un museu dedicat a Chopin i George Sand. Aquest museu gaudí de gran prestigi i anys més tard va ser centre de nombroses activitats culturals.
El 1986 mor als 91 anys després de rebre nombrosos homenatges per la seva labor de promoció de la cultura.